# Профессор Вильчур (фильм)
«Профе́ссор Ви́льчур» (пол. Profesor Wilczur) — чёрно-белый польский кинофильм 1938 года, экранизация одноимённого романа польского писателя Тадеуша Доленги-Мостовича. В основе сюжета — продолжение истории профессора Вильчура.
В 1939 году Доленга-Мостович создал очередное продолжение, на этот раз он написал не роман, а сразу сценарий к фильму «Завещание профессора Вильчура».

## Сюжет
Вильчур вернулся в Варшаву, где продолжил заниматься своей лечебной практикой, читать лекции иностранным врачам в университете, а также лечить бедных людей. Дочь Марыся с мужем и маленькой дочкой живут в Варшаве — в их доме бывают «сливки общества», мировые знаменитости. Чета Добранецких тоже бывают на приёмах, где Нина выказывает мужу своё неудовольствие о создавшейся ситуации — Добранецкий остался не у дел.
Однажды, вернувшись вечером домой, Вильчур застаёт в своей комнате вора. Это Емел, с которым профессор познакомился в кабаке в то время, когда его бросила жена Беата. С этих пор у них завязываются приятельские отношения.
Знаменитый тенор Юлиуш Дембич оказывает Марысе различные знаки внимания, Лешек ревнует и устраивает допросы жене. Марыся уверяет мужа, что её с Юлиушом связывает только дружба. Чтобы избежать встреч с Юлиушом, Марыся уезжает в маленький город Радолишки, где работала до замужества.
В клинике случилось несчастье, которое не могло не отразиться на репутации всей клиники — во время операции умер министр. Добранецким это лишь на руку — они начали собирать компромат на профессора. Вильчур под давление общества уехал из Варшавы в деревню к Прокопу вместе со своим другом Емелом.
Некоторое время спустя, в Радолишки приехал Юлиуш для прощальной встречи с Марысей. В это же время в дом пришёл Лешек с целью помириться, и не разобравшись в ситуации, незаслуженно обвинил Марысю и подал документы на развод.
Марыся рассказала всё отцу. Емел, случайно подслушал их разговор и, выкрав ружьё, устроил засаду на Юлиуша. Выстрела не последовало — в машину врезалась повозка. Вильчур успешно прооперировал сердце пациента. Однако, сам настолько ослаб, что потерял сознание. Марыся просит Павлицкого осмотреть больного отца, но местный врач отказывает ей и лишь только после просьбы своей матери, соглашается.
В Радолишки приезжает Нина Добранецкая с извинениями и просьбой помочь своему больному мужу, однако Марыся прогоняет её. Не до конца выздоровевший Вильчур тайком уезжает в Варшаву, где оперирует Добранецкого. Закончив операцию, которая прошла успешно, обессиленный Рафал садится в кресло и умирает в окружении коллег, семьи и верного друга Емела.

## В ролях
- Казимеж Юноша-Стемповский — Профессор Вильчур
- Яцек Вощерович — Емел, приятель Вильчура
- Эльжбета Борщевская — Марыся Чинская, дочь Вильчура
- Витольд Захаревич — Лешек Чинский, муж Марыси
- Юзеф Венгжин — доктор Стефан Добранецкий
- Пелагея Релевич-Зимбинская[пол.] — Нина Добранецкая, жена Добранецкого
- Добеслав Даменцкий — певец Юлиуш Дембич
- Владимир Лозинский[пол.] — Василий, сын Прокопа
- Тадеуш Френкель[пол.] — Зигмунт Павлицкий, деревенский врач
- Текла Трапшо — мать Павлицкого
- Станислав Гролицкий — Прокоп, мельник
- Мечислава Цвиклиньская — Флорентина

## Производство
После успеха романа «Знахарь» кинематографисты стали бороться за право экранизации. Режиссёром выступил Михал Вашиньский, уже снявший фильм
«Прокурор Алиция Горн» по книге Тадеуша Доленги-Мостовича. В разработке сценария участвовал Тадеуш Доленга-Мостович и Анатоль Стерн, известный польский поэт, писатель.
Не только Тадеуш Доленга-Мостович сделал фильм таким популярным, и не только режиссёрское мастерство Вашиньского, но и игра замечательных актёров.
Профессора Вильчура сыграл Казимеж Юноша-Стемповский, на тот момент это был самый востребованный актёр театра и кино, несмотря на свой преклонный возраст. Емел, которого прекрасно сыграл Яцек Вощерович, ведёт пьяные философские беседы, стал одним из самых популярных персонажей фильма.
По словам Петра Звероховского, польского киноведа, филолога, профессора из Университета Казимира Великого в Быдгоще«Доленга-Мостович заставлял задуматься своих читателей о социальном мире, у Вашинського акцент был сделан на мелодраму и захватывающую историю»; «учитывая актёрский талант Казимира Юноши-Стемповского и кинематографическое мастерство Вашиньского(с некоторыми оговорками), неудивительно, что фильм, несмотря на теплый приём у критиков — имел большой успех у публики».

## Комментарии
1. ↑  Здесь и далее все имена и названия приводятся по переводу В. М. Островской